# Gabriel Marco
Gabriel Marco Oyarzabal (Estella, 1972) es un deportista español que compitió en remo
como timonel. Ganó una medalla de plata en el Campeonato Mundial de Remo de 1990, en la prueba de dos con timonel.

## Palmarés internacional
| Campeonato Mundial | Campeonato Mundial   | Campeonato Mundial | Campeonato Mundial |
| Año                | Lugar                | Medalla            | Prueba             |
| ------------------ | -------------------- | ------------------ | ------------------ |
| 1990               | Tasmania (Australia) | Medalla de plata   | Dos con timonel    |